# Laura Smith (Sängerin, 1882)
Laura Smith (* März 1882 in Illinois oder Indianapolis, Indiana, USA als Loretta Bryant; † Februar 1932 in Los Angeles, Kalifornien, USA) war eine US-amerikanische Vaudeville-Blues- und Country-Blues-Sängerin. Details zu ihrem Leben außerhalb der Musikindustrie sind spärlich.

## Biografie
Die Forscher Bob Eagle und Eric LeBlanc geben an, dass sie 1882 als Loretta Bryant in Illinois geboren wurde. Andere Quellen legen nahe, dass sie zu einem unbekannten Zeitpunkt in Indianapolis, Indiana, geboren wurde.
1909 trat sie in einer Minstrel Show auf. Sie wurde Gründungsmitglied von Fred Barrassos Savoy Theater Stock Company und bekam den Spitznamen „Little Ginger“. 1911 sang sie mit großem Erfolg in Olli Dempskey Pekin Theater in Cincinnati. Mit Henderson’s Tennessee Troubadours trat sie zusammen mit Will und Ma Rainey in Pensacola auf.
In den frühen 1920er Jahren tourte sie durch die Konzerthallen der Theater Owners Booking Association (TOBA). Ihre Plattenkarriere begann 1924 bei Okeh Records und endete nur drei Jahre später, als sie einige Stücke für Victor aufnahm.
Zu ihren Aufnahmen gehören zwei Lieder über die große Mississippiflut 1927 –  The Mississippi Blues und Lonesome Refugee. Sie nahm insgesamt 35 Songs auf. Ihre bekannteste Nummer, Don’t You Leave Me Here, hatte etwa zehn Jahre später in einer Version von Jelly Roll Morton Erfolg. Smith arbeitete unter anderem mit Clarence Williams und Perry Bradford zusammen.
Laura Smith starb im Februar 1932 in Los Angeles an den Langzeitfolgen von Bluthochdruck. Alle ihre verfügbaren Aufnahmen wurden von Document Records auf CD veröffentlicht. Sie war nicht mit den Bluessängerinnen Mamie Smith, Bessie Smith, Clara Smith und Trixie Smith verwandt.